# Conca d'Oro
Pour les articles homonymes, voir Conca d'Oro (homonymie).
La Conca d'Oro, c'est-à-dire la « conque » ou « cuvette d'or », est une petite plaine de Sicile, entourant Palerme et son arrière-pays.
D'une superficie d'environ 100 km2, la Conca d'Oro était, avant l'extension urbaine de Palerme, une terre très fertile, avec notamment des plantations d'agrumes.

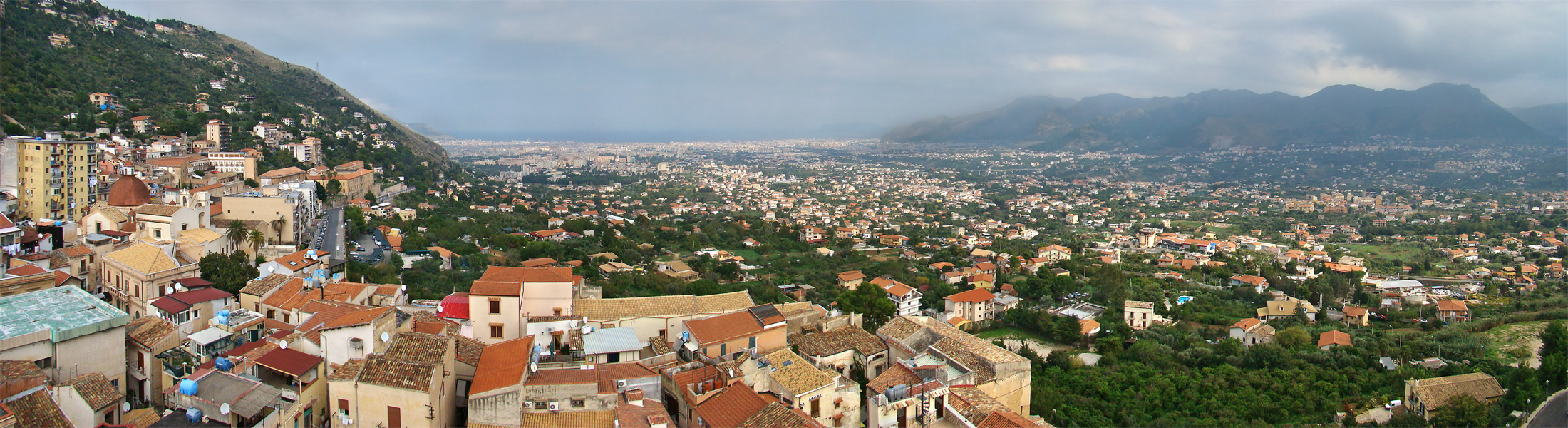
La Conca d'Oro vue depuis la cathédrale de Monreale

## Préhistoire
Une culture de l'Âge du cuivre porte le nom de la Conca d'Oro. Elle est proche de la culture de San Cono-Piano Notaro et perdure jusqu'aux environs du 23e ou 22e siècle avant J.-C. A cette période et pour la première fois, tout le territoire de l'actuelle Ville métropolitaine de Palerme est occupé (notamment à Valdesi, Partanna, Mondello, Boccadifalco, Baida et sous le Corso Pisani, le long du ruisseau Cannizzaro) par des établissements humains faits de cabanes vraisemblablement couvertes d'argile sur une structure en bois, dans lesquels se pratiquent la pêche et le tissage, le filage et la chasse à l'arc. Des tombes à four ont été repérées près de l'ancien littoral (sous le Palazzo delle Ferrovie dello Stato et le bâtiment Standa dans la Via Roma, et au Mercato Ortofrutticolo de la Piazza Giachery). Dans le mobilier funéraire, on trouve des ollette globulaires, des cruches et des vases « doubles » composés de deux coupes communicantes, les vases dits « à sel ». Une parcelle de ces nécropoles subsiste dans la contrada Ciachea à Carini.